# Slow Rollers
| Recensione | Giudizio |
| ---------- | -------- |
| AllMusic   |          |

Slow Rollers è una raccolta antologica del gruppo musicale britannico The Rolling Stones, pubblicato nel 1981.

## Descrizione
La raccolta comprende il brano Con le mie lacrime, versione in italiano della canzone As Tears Go By, cantata da Mick Jagger con testo adattato da Danpa, che qui vede la prima distribuzione a livello internazionale. Tutte le altre tracce erano già disponibili in tutti i mercati. Questa è l'ultima raccolta di successi dei Rolling Stones pubblicata dalla Decca.

## Tracce
- Tutti i brani sono opera di Mick Jagger & Keith Richards, tranne dove indicato diversamente

1. You Can't Always Get What You Want (single edit) – 4:47
2. Take It or Leave It – 2:51
3. You Better Move On (Arthur Alexander) – 2:42
4. Time Is on My Side (Norman Meade) – 3:00
5. Pain in My Heart (Naomi Neville) – 2:14
6. Dear Doctor – 3:28
7. Con le mie lacrime (As Tears Go By) (Jagger, Richards, Oldham, Danpa) – 2:47
8. Ruby Tuesday – 3:18
9. Play with Fire (Nanker Phelge) – 2:17
10. Lady Jane – 3:12
11. Sittin' on the Fence – 3:07
12. Back Street Girl – 3:25
13. Under the Boardwalk (Arthur Resnick/Kenny Young) – 2:48
14. Heart of Stone – 2:49